# Мамонтово (Новичихинський район)
Ма́монтово (рос. Мамонтово) — селище у складі Новичихинського району Алтайського краю, Росія. Входить до складу Новичихинської сільської ради.

## Населення
Населення — 118 осіб (2010; 170 у 2002).
Національний склад (станом на 2002 рік):
- росіяни — 92 %